# 순천 망북정 유지비
순천 망북정 유지비(順天 望北亭 遺址碑)는 대한민국 전라남도 순천시 용당동에 있는 조선시대의 비석이다. 1984년 2월 29일 전라남도의 문화재자료 제8호 유지비(遺址碑)로 지정되었다가, 2006년 5월 12일 순천 망북정 유지비(順天 望北亭 遺址碑)로 명칭이 변경되었다.

## 개요
유지비란 어떤 건물이 있던 터에 세워두는 비로, 그 건물에 얽힌 사연을 담고 있다.
조선 광해군 때의 왕실종친이었던 귀천군 이수는 기울어가는 나라의 종묘사직을 구하고자 당시 권력을 휘두르던 이이첨을 탄핵하였다가 이곳 순천지역으로 유배되었다. 손수 정자를 지어 ‘망북정(望北亭)’이라 이름짓고 항상 북쪽(서울)을 바라보며 나라와 임금의 안위를 걱정하였다. 그 후 이 정자는 없어지고, 정조 5년(1781) 이수의 6세손인 순천부사 이동엽이 그 옛 터에 정각을 다시 지어 ‘망북각’이라는 현판을 달아놓았으며, 순조 때 전라좌도수군절도사였던 6대손 이동선이 망북정에 얽힌 조상의 충절을 기념하고자 비를 세웠다.
정각안에 있는 비는 높직한 사각받침 위로 비몸을 세운 모습이며, 비의 윗변을 둥글게 다듬어 놓았다. 순조 원년(1801) 정각을 수리하였는데, 지금 전해지는 정각은 1983년 전주이씨의 문중에서 새로 세워놓은 것이다.

## 명칭 변경지정 사유
전라남도 문화재자료 제8호 유지비(遺址碑)는 1984년 문화재자료로 일괄 지정되면서 문화재명칭을 당시 관리하고 있던 명칭을 그대로 사용한 것으로 보이며 지금의 명칭은 단순히 옛터[遺址]에 있는 비석이라는 의미만을 담고 있어 문화재의 성격과 특징을 잘 알 수 없다.
비문은 앞면에 「조선 종신구천군충숙공휘수망북정유지비(朝鮮 宗臣龜川君忠肅公諱睟望北亭遺址碑)」라는 기록이 음각되어 있고, 왼편에 「숭정기원후삼신유시월 일육세손호남좌도수군절도사동선겸각립(崇禎紀元後三辛酉十月 日六世孫湖南左道水軍節度使東善謙刻立)」이라고 연대와 건립자를 적고 있다.
이 비는 순천에 유배를 왔던 이수(李睟, 1569~1646년)가 세운 망북정 터에 1781년(정조 5년) 세운 비임이 비문의 명문으로 확인됨으로 문화재의 성격을 드러날 수 있도록 《순천 망북정 유지비(順天 望北亭 遺址碑)》로 변경 지정한다.

## 참고 자료
- 순천망북정유지비 - 국가유산청 국가유산포털